# سرزمین‌های سوئد

سرزمین‌های سوئد. از بالا: نورلاند، سویالاند و یوتالاند.

سرزمین‌های سوئد (سوئدی: Sveriges landsdelar) اساساً سه بخش سنتی و غیررسمی در کشور سوئد هستند که استان‌های سوئد در درون آن‌ها قرار دارند. این سرزمین‌ها کارکرد رسمی در تقسیمات کشوری سوئد ندارند و هیچگونه تعیین رسمی‌ای برای این سطح زیربخش تقسیمات وجود ندارد. سه سرزمین سوئد عبارتند از نورلاند، سویالاند و یوتالاند.

## خصوصیات سرزمین‌ها
| سرزمین   | جمعیت (۲۰۰۵) | مساحت (km²) | تعداد استان‌ها | نام استان‌ها                                                                                       |
| -------- | ------------ | ----------- | ------------- | ------------------------------------------------------------------------------------------------- |
| یوتالاند | ۴٬۳۵۱٬۶۵۸    | ۹۷٬۸۴۱      | ۱۰            | اسکونه، بلکینگه، هاللاند، اسملاند، اولاند، گوتلاند، اوسترگوتلاند، وستریوتلاند، دالسلاند و بوهوسلن |
| سویالاند | ۳٬۵۳۹٬۹۴۴    | ۹۱٬۰۹۸      | ۶             | سودرمانلاند، اوپلاند، وستمانلاند، نرکه، ورملاند و دالارنا                                         |
| نورلاند  | ۱٬۱۵۶٬۱۵۰    | ۲۶۱٬۲۹۲     | ۹             | یستریکلاند، هلسینگلاند، هریدالن، یمتلاند، مدلپاد، انگرمانلاند، وستربوتن، نوربوتن و لاپلاند (سوئد) |